# Милацо
Милацо (итал. Milazzo) град је у јужној Италији. То је трећи по величини град округа Месина у оквиру италијанске покрајине Сицилија.

## Природне одлике
Град Милацо налази се у јужном делу Италије, на 200 км источно од Палерма, а 30 км западно од Месине. Град је смештен на северној обали Сицилије, тј. на јужној обали Тиренског мора. Изнад града се уздижу планине Пелоритани. Главнина града налази се на омањем полуострву, које залази у море.

## Историја
На простору Милаца постоје трагови насељавања од неолитског доба. У Хомеровој Одисеји се Милацо спомиње као место где се Одисеј насукао и срео Полифема.
Историјски град је настао као Миле (Mulae), упориште Занклеа, основан око 648. п. н. е.., а можда чак и раније. Заузели су га Атињани 426. п. н. е.. Подручје Милеа је важно као место где су Римљани остварили своју прву поморску победу над Картагињанима (260. п. н. е..).
Године 36. п. н. е.. се код Миле водила још једна велика битка - овај пут у римском грађанском рату између Октавијана и Секста Помпеја. Завршила је тактички неодлучно, али Секст није могао надокнадити губитке, те је исте године докрајчен у бици код Наулоха.
Након пада Западног римског царства, под Византинцима је постало прво епископско седиште на Сицилији. У 7. веку Милацо су освојили Арапи-Сарацени и саградили први замак. Фридрих II га је доградио и направио ловиште. Замак је поновно дограђен под Карлом V.
Милацо је место гдје су Аустрија и Шпанија водили битку године 1718. као и место где је Ђузепе Гарибалди водио још једну битку против Краљевства Две Сицилије за време Похода хиљаде.

## Становништво
Према резултатима пописа становништва 2011. у општини је живело 32.146 становника.
| 1931.  | 1936.  | 1951.  | 1961.  | 1971.  | 1981.  | 1991.  | 2001.  | 2011.  |
| ------ | ------ | ------ | ------ | ------ | ------ | ------ | ------ | ------ |
| 19.064 | 19.800 | 22.013 | 24.137 | 27.204 | 30.607 | 31.541 | 32.108 | 32.146 |

Милацо данас има око 33.000 становника, махом Италијана. Пре пола века град је двоструко мање становника него сада. Последњих деценија број становника у граду расте.

## Галерија
- Тиренско приобаље код Милаца
- Милацо и море
- Стари део Милаца
- Градска Катедрала пресвете Богородице